# Thomas Peterson
Thomas ("Tom") Peterson (North Bend (Washington), 24 december 1986) is een Amerikaans voormalig wielrenner.

## Erelijst
2004
- Amerikaans kampioen op de weg, Junioren

2006
- Jongerenklassement Ronde van Californië

2007
- 3e etappe Ronde van de Gila

2009
- 2e etappe Ronde van Californië
- Bergklassement Herald Sun Tour

## Resultaten in voornaamste wedstrijden
| Jaar | Ronde van Italië | Ronde van Frankrijk | Ronde van Spanje |
| ---- | ---------------- | ------------------- | ---------------- |
| 2009 |                  |                     |                  |
| 2010 |                  |                     | 27e              |
| 2011 | 88e              |                     |                  |
| 2012 |                  |                     | 115e             |
| 2013 |                  |                     | 116e             |

| Jaar | Ronde van Lombardije |  | WK op de weg |
| ---- | -------------------- |  | ------------ |
| 2009 |                      |  | 94e          |
| 2010 | 30e                  |  | opgave       |
| 2011 | 56e                  |  |              |
| 2012 |                      |  |              |
| 2013 | opgave               |  |              |